# Vassili Stàssov

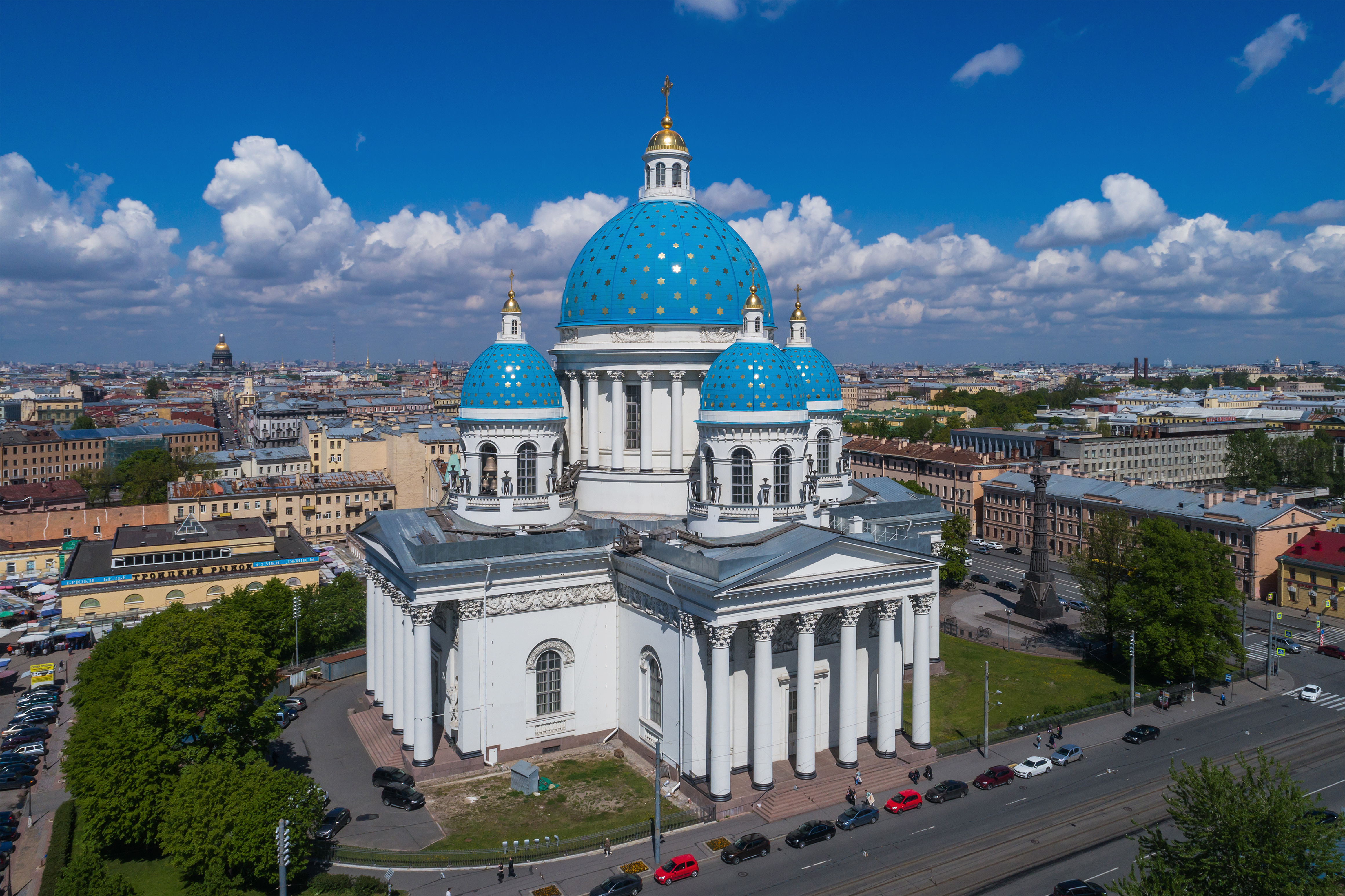
Catedral de la Santa Trinitat de Sant Petersburg

Vassili Stàssov —Василий Петрович Стасов (rus)— (1769-1848) fou un arquitecte rus.
Stàssov va viatjar per França i Itàlia, on va esdevenir professor de l'Acadèmia de Sant Lluc a Roma. Al seu retorn a Rússia va ser triat per a l'Acadèmia Imperial de les Arts (1811). Entre les seves primeres obres, cal esmentar la finca Grúzino prop de Nóvgorod que va ser construïda per al comte Alekséi Arakchéyev durant la dècada de 1810, que seria completament destruïda durant la Segona Guerra Mundial.
En l'elaboració de directrius per a altres arquitectes, Stàssov defensava que fins i tot el més trivial dels edificis, caserna o magatzem havia de tenir un aspecte imponent i monumental. Va treballar per embellir Tsárskoye Seló, on va dissenyar el famós Liceu Puixkin i la fantasiosa vila xinesa. Després del gran incendi de 1820, se li va confiar la remodelació a l'estil neoclàssic d'algunes sales del palau barroc Catherine.
Un dels primers encàrrecs importants de Stàssov a la capital van ser les catedrals del Salvador i la Trinitat per als regiments de la Guàrdia Imperial de Rússia. La decoració interior de la Catedral Smolny també va ser realitzada per ell.
Stàssov va ser el precursor del revival rus en el període de Nicolau I de Rússia, amb la seva església d'Alexandre Nevski a Potsdam (1826, complementant el seu projecte Alexandrovka en aquest suburbi de Berlín) i l'Església dels Delmes a Kíev (1828). Aquest últim, un pesat edifici amb característiques romanes d'Orient i russes, es va erigir en el lloc de la primera església russa de Kíev, en la qual es trobaven les relíquies de Sant Vladímir, fins a la seva destrucció pels bolxevics en la dècada de 1930.
Durant el regnat de Nicolau I, Stàssov dissenyà l'Arc de triomf de Moscou i l'Arc de triomf de Narva a Sant Petersburg i l'actual Palau Presidencial de Vílnius. El 1833, els cosacs de Sibèria li van demanar la construcció d'una gran catedral a Omsk. El seu últim treball destacat va ser la decoració de les sales del Palau d'Hivern després dels incendis de 1837.
El seu fill fou Vladímir Stàssov, un dels més importants crítics musicals del segle xix a Rússia.